# Чрезвычайная следственная комиссия Временного правительства
Чрезвычайная следственная комиссия для расследования противозаконных по должности действий бывших министров, главноуправляющих и прочих высших должностных лиц как гражданского, так военного и морского ведомств (ЧСК) — чрезвычайный следственный орган, учреждённый 4 (17) марта 1917 года Временным правительством России после Февральской революции.

## Состав
Председателем ЧСК был назначен Николай Константинович Муравьёв, с правами товарища министра юстиции.
Комиссия разделялась на три части: следственную часть, наблюдательную часть и президиум.
Следственная часть состояла из лиц судебного ведомства в числе до 20 человек. Эти лица производили расследования, допросы, осмотры, обыски с соблюдением правил Устава Уголовного Судопроизводства.
Наблюдательная часть ЧСК состояла преимущественно из адвокатов. Техник-юрист комиссии А. Ф. Романов утверждал, что это были в большинстве социалисты или евреи. Деятельное участие в работе ЧСК принимали адвокаты: В. А. Жданов, Н. С. Каринский, В. Н. Крохмаль. Лица, входившие в эту часть являлись как бы прокурорским надзором, наблюдавшим и руководившим предварительным следствием.
Третья часть ЧСК — президиум, состояла в основном из общественных деятелей.
В первый состав комиссии вошли: сенаторы С. В. Иванов и С. В. Завадский. Делегатом от Временного комитета Государственной думы был Ф. И. Родичев, а делегатом от Исполнительного Комитета Петроградского Совета рабочих и солдатских депутатов — Н. Д. Соколов. Членами комиссии были также новый главный военный прокурор генерал-майор В. А. Апушкин, прокурор харьковской судебной палаты Б. И. Смиттен, эсер В. М. Зензинов и прапорщик Знаменский. В апреле 1917 в неё вошли прокурор Московского окружного суда Л. П. Олышев и прокурор Виленской судебной палаты А. Ф. Романов. В течение месяца членом комиссии был Д. Д. Гримм, временно заменявший Ольденбурга. До июля 1917 года редакторские работы возглавлял непременный секретарь Российской Академии наук С. Ф. Ольденбург, в июле 1917 года он был назначен министром просвещения, и в комиссию был введен профессор всеобщей истории Петроградского и Юрьевского университетов Е. В. Тарле. На правах члена комиссии в её состав вошёл председатель Особой комиссии по расследованию деятельности Департамента полиции П. Е. Щёголев.

## Деятельность
Всего эта комиссия (ВЧСК) произвела 88 опросов и допросила 59 лиц, готовила «стенографические отчеты», главным редактором которых был поэт А. А. Блок, который опубликовал свои наблюдения за допросами и записи в виде книжки под названием «Последние дни Императорской власти».
Допросы царских министров, генералов и сановников велись в Зимнем дворце и в казематах Петропавловской крепости. Хотя Комиссия носила исключительно юридический характер, материалы были собраны огромные, но ход событий не позволил издать даже относительно малую часть их. Комиссия до Октябрьской революции не завершила свою работу, часть допросов была опубликована в 7 томах в 1924 — 1927 годах под названием «Падение царского режима».
В томе 1 опубликованы допросы: князя М. М. Андроникова, В. Л. Бурцева, А. Т. Васильева, Е. К. Климовича, А. Н. Наумова, А. Д. Протопопова, С. С. Хабалова, А. Н. Хвостова, Б. В. Штюрмера.
В томе 2 опубликованы допросы: князя М. М. Андроникова, М. А. Беляева, А. Т. Васильева, князя Н. Д. Голицына, Н. А. Добровольского, К. Д. Кафафова, А. А. Макарова, И. Ф. Манасевича-Мануйлова, А. Д. Протопопова, И. Г. Щегловитова.
В томе 3 опубликованы допросы: С. П. Белецкого, С. Е. Виссарионова, В. Н. Воейкова, А. А. Вырубовой, А. В. Герасимова, И. Л. Горемыкина, М. С. Комиссарова, П. Г. Курлова, О. В. Лохтиной, Н. А. Маклакова, А. И. Спиридовича, М. И. Трусевича, Н. С. Чхеидзе.
В томе 4 опубликованы письменные показания: С. П. Белецкого, А. Д. Протопопова.
В томе 5 опубликованы допросы и показания: С. П. Белецкого, С. Е. Виссарионова, Ф. А. Головина, В. Ф. Джунковского, И. М. Золотарёва, Н. И. Иванова, С. Е. Крыжановского, Н. А. Маклакова, Н. Н. Покровского, А. Д. Протопопова, Г. Е. Рейна, графа В. Б. Фредерикса, А. А. Хвостова, М. В. Челнокова, Б. В. Штюрмера.
В томе 6 опубликованы допросы и показания: графа С. И. Велепольского, А. Н. Верёвкина, князя В. М. Волконского, А. И. Гучкова, Д. Н. Дубенского, графа П. Н. Игнатьева, И. Н. Лодыженского, П. Н. Милюкова, Н. Е. Маркова, А. А. Нератова, Н. В. Плеве, А. А. Рейнбота (Резвого), А. Н. Хвостова.
В томе 7 опубликованы допросы и показания: Ф. А. Головина, графа В. Н. Коковцова, А. Р. Ледницкого, А. В. Лядова, А. А. Поливанова, М. В. Родзянко, Н. Н. Чаплина, А. И. Шингарёва, Д. С. Шуваева, князя Н. Б. Щербатова.

## Дело Бейлиса
В самостоятельное производство были выделены нарушения, допущенные властями по знаменитому делу Бейлиса.
Комиссия арестовала министра юстиции Ивана Щегловитова, министра внутренних дел Александра Макарова, начальника департамента полиции Степана Белецкого, прокурора Оскара Виппера и многих других участников процесса. Комиссия стремилась выяснить как чиновники правительства нарушали собственные законы и нормы чтобы достичь желаемого результата. Кроме допросов подозреваемых и свидетелей самой комиссией группой следователей под руководством Фёдора Вереницына производились следственные действия, результаты которых также использовались при допросах. Допросы фигурантов и открытие засекреченных документов показали многие ранее неизвестные неприглядные действия властей в этом деле.
Рассмотрев картину воздействия властей на дело Бейлиса комиссия предъявила фигурантам расследования обвинения в прямом нарушении законов. В их число входили установление секретного наблюдения за присяжными заседателями, препятствия в вызове в суд свидетелей, перлюстрация корреспонденции, а также финансирование деятельности поверенного гражданской истицы Георгия Замысловского и эксперта Дмитрия Косоротова, выступавших на стороне обвинения.
Однако расследование не было завершено в связи с Октябрьской революцией и ликвидацией Временного правительства. Материалы комиссии впоследствии использовались Верховным революционным трибуналом Советской России.

## Итог работы
Разоблачительной позиции твердо придерживались глава Комиссии Н. К. Муравьев и все её члены из Петросовета; однако ВЧСК не смогла подтвердить никаких обвинений ни в адрес царя, ни царицы, ни министров царского правительства — кроме генерала В. А. Сухомлинова, бывшего (до июня 1915 г.) военным министром, который был признан виновным в неподготовленности русской армии к войне (расследование по его делу велось ещё с 1916 г.).
Летом 1917 года Керенский был вынужден признать, что в действиях «Николая II и его супруги не нашлось состава преступления». То же самое Керенский подтвердил английскому послу Бьюкенену. Не смогла ВЧСК предъявить обвинений в коррупции и бывшим царским министрам, главноуправляющим и прочим высшим должностным лицам как гражданского, так и военного и морского ведомств (с. 160).